# Kymbo socken
Kymbo socken i Västergötland ingick i Vartofta härad, ingår sedan 1974 i Tidaholms kommun och motsvarar från 2016 Kymbo distrikt.
Socknens areal är 19,80 kvadratkilometer varav 19,74 land. År 2000 fanns här 136 invånare.  Kyrkbyn Kymbo med sockenkyrkan Kymbo kyrka ligger i socknen.

## Administrativ historik
Socknen har medeltida ursprung. 
Vid kommunreformen 1862 övergick socknens ansvar för de kyrkliga frågorna till Kymbo församling och för de borgerliga frågorna bildades Kymbo landskommun. Landskommunen uppgick 1952 i Dimbo landskommun som upplöstes 1974 då denna del uppgick i Tidaholms kommun. Församlingen uppgick 2002 i Valstads församling
1 januari 2016 inrättades distriktet Kymbo, med samma omfattning som församlingen hade 1999/2000.  
Socknen har tillhört län, fögderier, tingslag och domsagor enligt vad som beskrivs i artikeln Vartofta härad. De indelta soldaterna tillhörde Skaraborgs regemente och Västgöta regemente, Vartofta kompani.

## Geografi
Kymbo socken ligger sydväst om Tidaholm med Tidan i öster. Socknen är en kuperad slättbygd som i väster är en odlingsbygd på Falbygden¨och i öster en skogsbygd.

## Fornlämningar
Boplatser och tre gånggrifter från stenåldern är funna. Från järnåldern finns gravfält, stensättningar och resta stenar. I Kymbo finns även rester av många hålvägar. Silverstatyetten Kymbofiguren har hittats vid Storegården i Kymbo. Figuren är av kopparblandat silver och bär en guldhalsring. Möjligen kan den föreställa den hängde Oden. Kymbofiguren dateras till folkvandringstid och finns utställd i Guldrummet på Historiska museet i Stockholm.

## Namnet
Namnet skrevs 1225 Tiumu och kommer från kyrkbyn och innehåller Tiuma, 'höjdsträckning' syftande på höjden byn ligger på.